# Diego Sotelo
Diego Sotelo (Rancagua, Chile, 24 de enero de 1992) es un exfutbolista chileno que jugaba de volante.

## Clubes
| Club      | País  | Año  |
| --------- | ----- | ---- |
| O'Higgins | Chile | 2009 |